# ندقان
ندفان هي قلمة تتبعُ لمحافظة الأحساء في المنطقة الشرقية في المملكة العربية السعودية.

## الموقع
تبعد ندفان عن مدينة الرياض شمال غرب 473 كيلو مترًا، كما تبعد عن جنوب الهفوف 359 كيلومترًا.

## النقل
يمر بالقرب من القرية الطريق السريع 75 تبعد عنه 100 كيلومترًا.

## الصيد
حيث حظرت وزارة الداخلية السعودية الصيد في ندقان ومن يخالف هذا القانون تطبق عليه الغرامات.